# Saint-Georges-de-Livoye
Saint-Georges-de-Livoye é uma comuna francesa no departamento Mancha, em  Normandia, no noroeste da França.